# USS Mitscher (DDG-57)
USS Mitscher (DDG-57) — сьомий ескадрений міноносець КРО в першій серії Flight I типу «Арлі Берк». Збудований на корабельні Ingalls Shipbuilding, приписаний до морської станції Норфолк, штат Вірджинія. Спущений на воду 7 травня 1993 року. Введений в експлуатацію 10 грудня 1994 року
Есмінець «Митчер» названий на честь адмірала Марка А. Мітчера (1887—1947), знаменитого військово-морського льотчика і командира другої авіаносної групи у період Другий світової війни.

## Бойова служба
До 2001 року здійснив три розгортання в Середземному морі, а також взяв участь у багатьох навчаннях, що проводились в Карибському басейні.
У 2001 році увійшов до складу ударної групи авіаносця USS «Harry S. Truman» (CVN-75) ВМС США. Під час цього розгортання відвідав Алжир і провів спільне навчання з ВМС Алжиру.
У жовтні 2006 року взяв участь у міжнародному навчанні «Neptune Warrior».
2 червня 2015 року вітав французький фрегат «Hermione» в територіальних водах США.
2 травня 2019 року повернувся до порт приписки на військово-морську базу Норфолк, завершивши своє семимісячне розгортання в зоні відповідальності 5-го і 6-го флоту США.